# Paramuricea clavata
La gorgonia rossa (Paramuricea clavata (Risso, 1826)) è una gorgonia mediterranea della famiglia Plexauridae.

## Descrizione

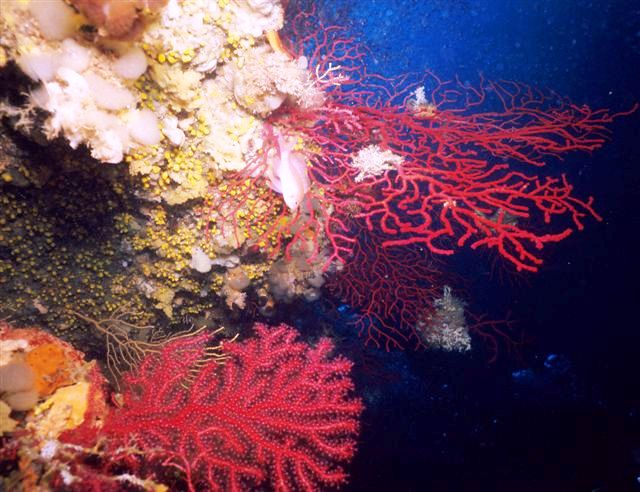
Esemplari di P. clavata
AMP Capo Gallo

Si presenta come una formazione arborescente con fitte ramificazioni di colore rosso scuro, che forma ventagli che possono raggiungere dimensioni fino ad un metro di altezza. I rami terminali, claviformi, sono a volte di colore giallo. Lo scheletro è proteico; la superficie presenta spicole calcaree che fungono da rifugio per i polipi, retrattili.
Le colonie assumono l'aspetto di un vero e proprio bosco sommerso, tra i cui rami si sviluppa una notevole biodiversità, costituita da pesci e invertebrati d'ogni specie.

## Distribuzione e habitat
È una specie tipica del Mar Mediterraneo ove popola i fondali rocciosi solitamente profondi da 25-30 fino a oltre 100 metri, privilegiando gli anfratti poco raggiunti dalla luce. È infatti una specie sciafila, cioè amante della penombra.

## Conservazione
La Lista rossa IUCN classifica Paramuricea clavata come specie vulnerabile.
In passato le colonie di gorgonia rossa erano molto numerose, oggi si assiste ad un loro declino in tutto il Mediterraneo, soprattutto nelle acque superficiali in conseguenza del riscaldamento delle acque.
Altri fattori che ne minacciano la sopravvivenza sono la raccolta indiscriminata da parte dei subacquei, e i danni inferti dalla pesca a strascico.
È una specie molto fragile e ad accrescimento molto lento. In virtù di tali caratteristiche è considerata un indicatore biologico dell'equilibrio dell'ecosistema marino.